# بازگشت جک به خانه
بازگشت جک به خانه (به انگلیسی: Jack's Return Home) رمانی نوشته تد لوئیس نویسنده بریتانیایی‌تبار که در سال ۱۹۷۰ منتشر شد. و فیلمی در سال ۱۹۷۱ بنام کارتر را بگیرید با بازی مایکل کین در نقش جک کارتر اقتباس شد. این رمان بخش فرعی از جامعه را به تصویر می‌کشد که در مرز بین جنایت و احترام زندگی می‌کنند. این کتاب تأثیر زیادی بر مکتب نوآر داستان‌های جنایی انگلیسی داشت.
این رمان سال‌ها از چاپ خارج شد و در ابهام فرورفت، اما در دهه ۱۹۹۰ پس از اینکه اقتباس فیلم به تدریج شهرت پیدا کرد، دوباره علاقه به آن پیدا شد. این کتاب با جلد شومیز تحت عنوان جت کارتر توسط آلیسون و بازبی در سال ۱۹۹۳ بازنشر شد. در سال ۲۰۱۲ این رمان به عنوان یک سریال رادیویی توسط نیک پری اقتباس شد و با عنوان اصلی آن در رادیو رادیو بی‌بی‌سی ۴ پخش شد، با بازی هوگو اسپیر در نقش جک کارتر.

## اقتباس‌های سینمایی
- کارتر را بگیرید (۱۹۷۱)
- هیتمن (فیلم ۱۹۷۲)
- کارتر را بگیرید (فیلم ۲۰۰۰)